# Brug 104
Brug 104 was een vaste brug in Amsterdam-Centrum.

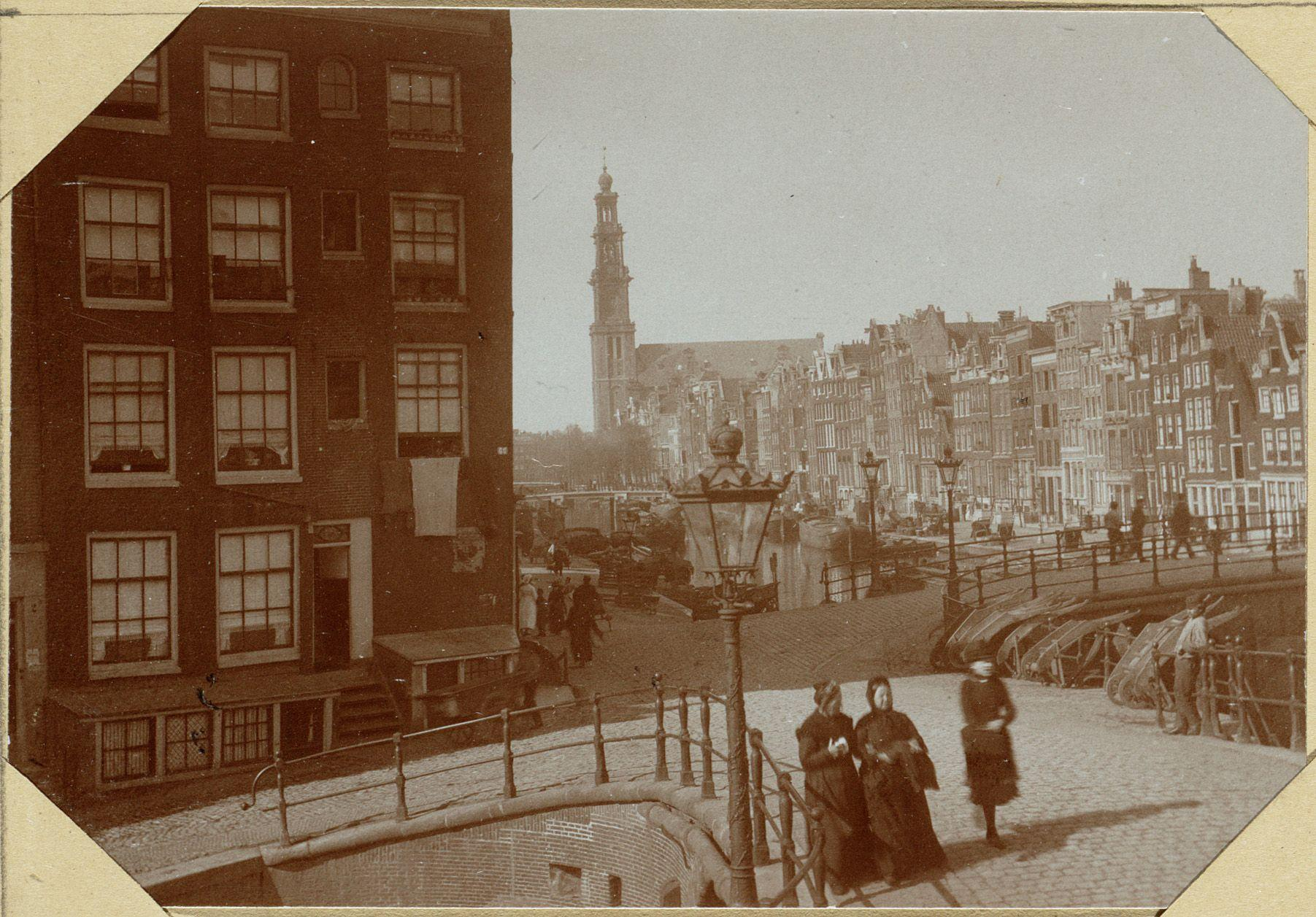
Brug 104 op de voorgrond, rechts de Berensluis
Op de achtergrond de Westerkerk

De brug overspande de Elandsgracht en lag in de westelijke kade van de Prinsengracht. Balthasar Florisz. van Berckenrode tekende daar in zijn stadsplattegrond van 1625 een brug in (Prince Graft en Elants Graft). Het was een van de drie bruggen over de Elandgracht: een in de westelijke kade Prinsengracht, een ter hoogte van de Hazenstraat/Eerste Looiersdwarsstraat (brug 105) en een in oostelijke kade van de Lijnbaansgracht. De brug werd rond 1746 net als de Looierssluis (brug 103 en 75 meter zuidelijker) vervangen door een welfbrug met drie doorvaarten. De kleine doorvaarten aan de zijkanten van de brug werden steeds meer gebruikt als opslagplaatsen. Op foto’s en tekeningen einde 19e eeuw is eigenlijk alleen de middendoorvaart nog in gebruik. De meest zuidelijke doorvaart is dan gestremd door de plaatsing van een markthuisje. De brug gaf net als de naastgelegen Berensluis veel klachten, ze was te steil voor met name paard en wagen. In 1891 werd de Elandsgracht gedempt en verdwenen de drie bruggen over de Elandsgracht uit het straatbeeld.  
<<< · 100 · 101 · 102 · 103 ·  105 · 106 · 107 · 108 · 109 ·  110 · 111 · 112 · 113 · 114 · 115 · 116 · 117 · 118 · 119 · 120 · 121 · 122 · 123 · 124 · 125 · 126 · 127 · 128 · 129 · 130 · 131 · 132 · 135 · 136 · 137 · 138 · 139 · 140 · 141 · 142 · 143 · 144 · 145 · 146 · 147 · 148 · 149 ·  150 · 151 · 152 · 155 · 156 · 159 · 160 · 161 · 162 · 163 · 164 · 165 · 166 · 167 · 168 · 169 ·  170 · 171 · 172 · 173 · 174 · 175 · 176 · 177 · 178 · 179 · 180 · 181 · 182 · 183 · 184 · 185 · 186 · 187 · 189 · 190 · 191 · 192 · 193 · 194 · 195 · 196 · 198 · 199 · >>>
Brugnummers 104, 133, 134, 153, 154, 157, 158, 188 en 197 zijn niet (meer) in gebruik.